# Yi (dinozaur)
Yi este un gen de dinozaur asemănător unei păsări-liliac, și este posibil să fi cântărit aproximativ 380 de grame și să fi făcut parte dintr-un grup de dinozauri carnivori, numit theropoda, precum Tyranosaurus și velociraptor. 
El a fost descoperit în Hebei, China de către un fermier chinez ce i-a descoperit și fosilele. A fost descoperit și denumit în anul 2015.

## Galerie

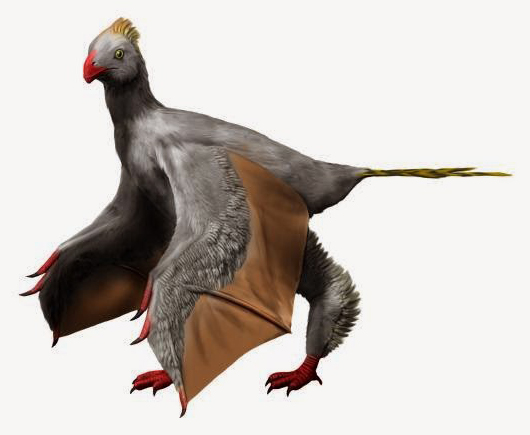
Posibilă înfățișare
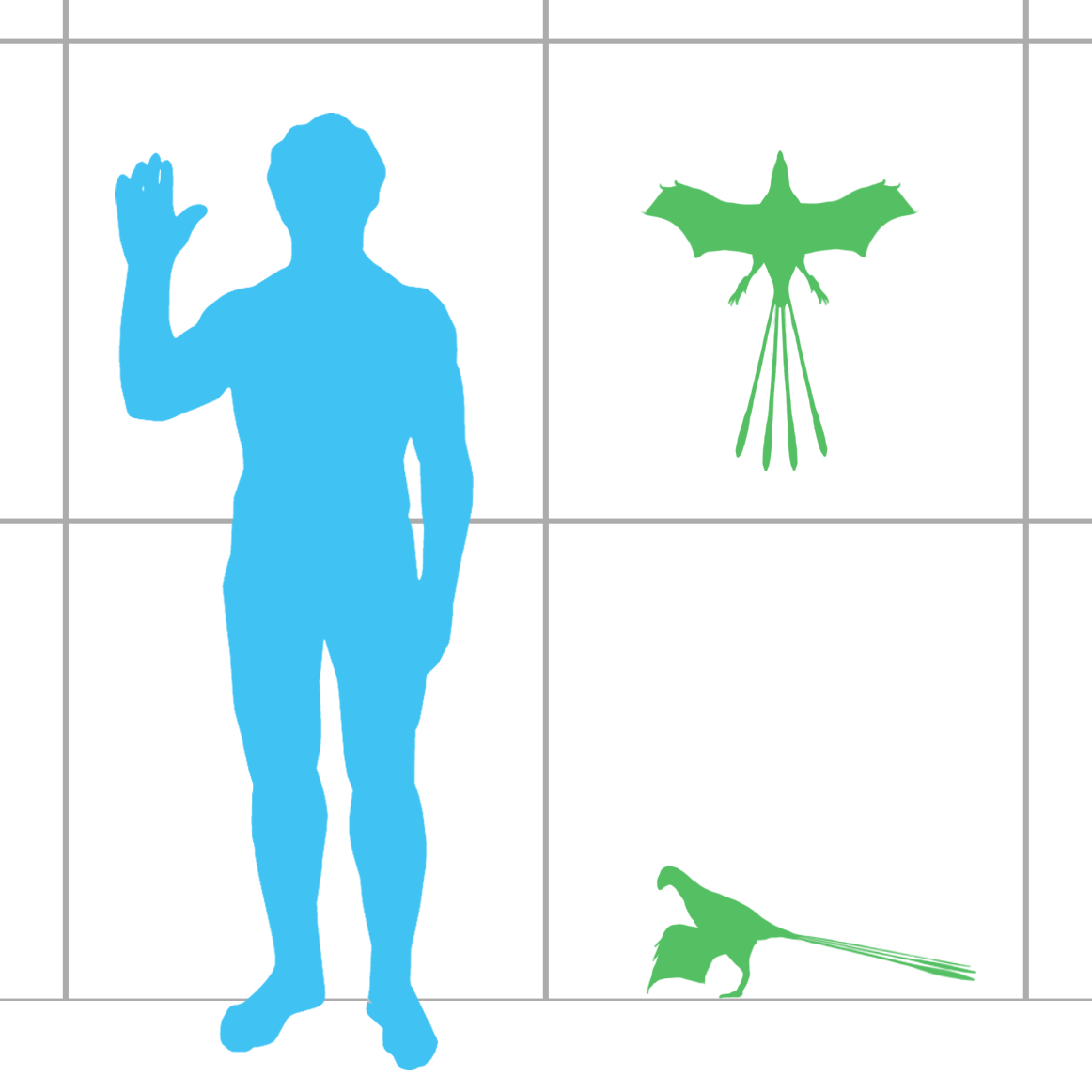
Comparație cu un om